# Belcaire
Belcaire är en kommun i departementet Aude i regionen Occitanien  i södra Frankrike. Kommunen ligger  i kantonen Belcaire som ligger i arrondissementet Limoux. År 2022 hade Belcaire 369 invånare.

## Befolkningsutveckling
Antalet invånare i kommunen Belcaire
Referens: INSEE

## Galleri

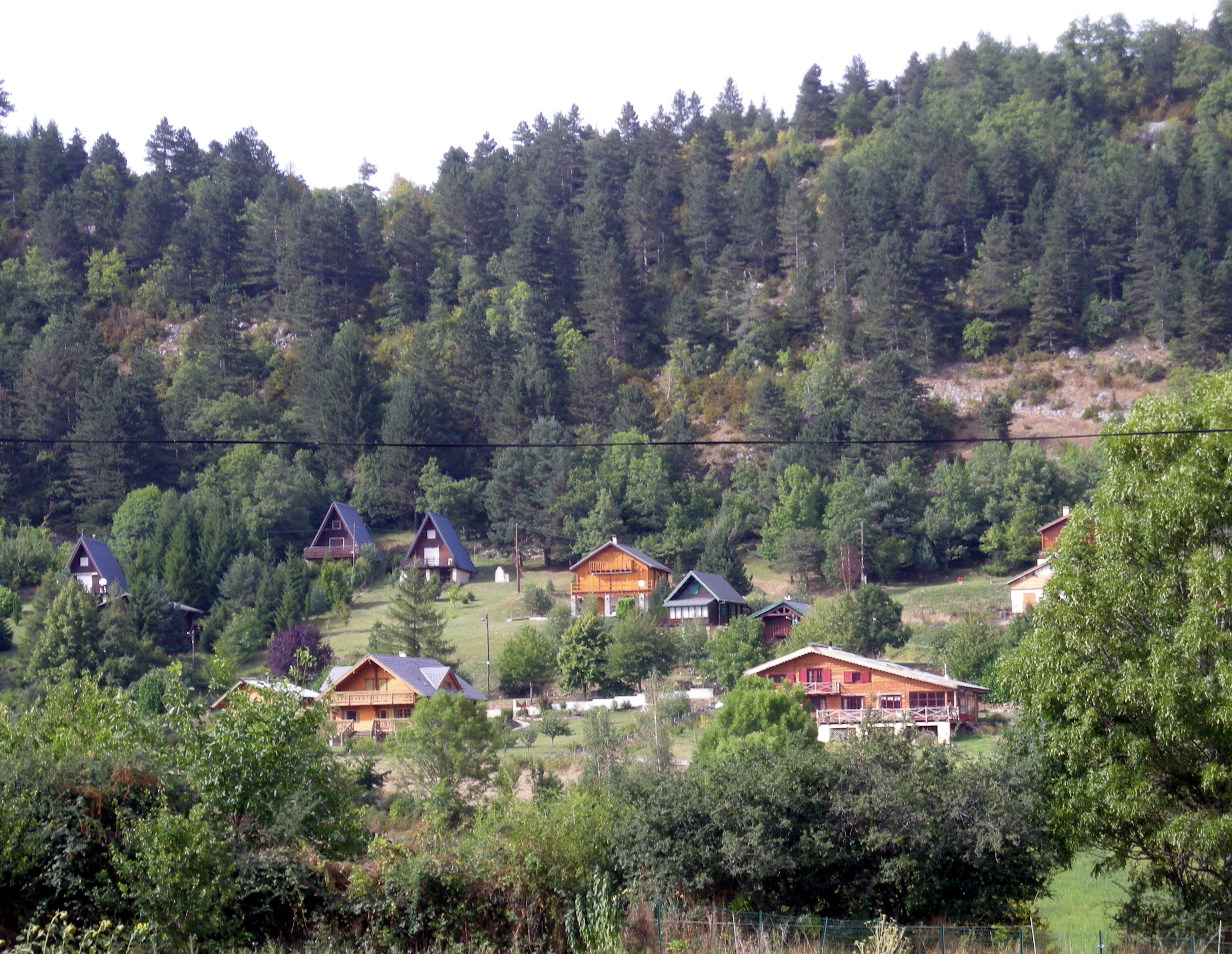
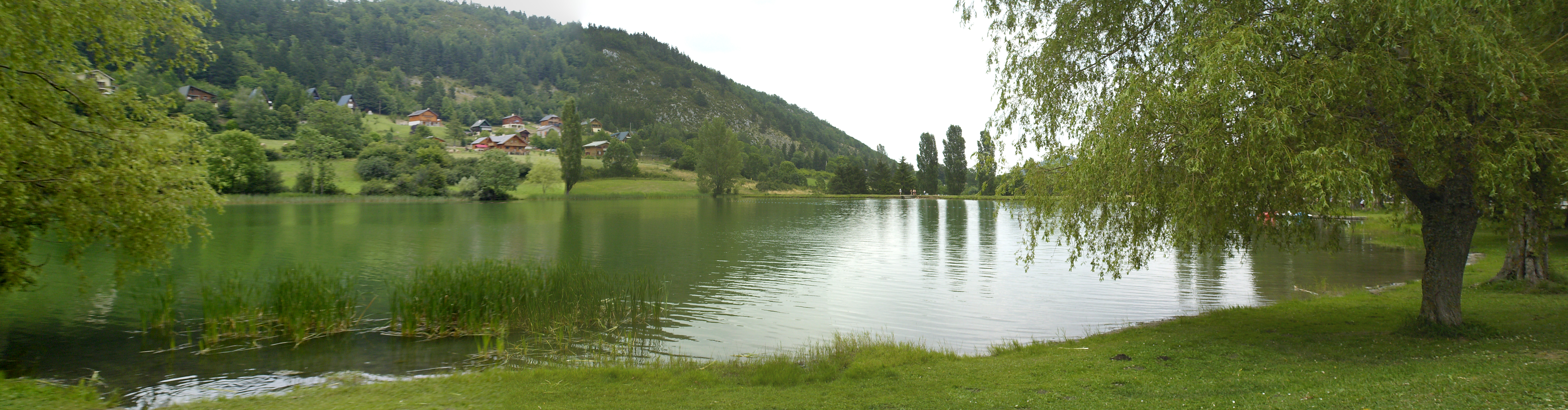